# Casinopark
Het Casinopark is een park in de Belgische stad Sint-Niklaas. Het is eigendom van Het Casino vzw, van de gelijknamige nabijgelegen concertzaal, en is publiek toegankelijk.

## Ligging
Het park ligt in de Stationswijk, aan het noordelijke uiteinde van de Stationsstraat.

## Geschiedenis
Het park is in 1853 ingehuldigd en hoorde bij het gebouw dat gebruikt werd voor de muziekmaatschappij Sint-Cecilia. In 1971 sloot de stad Sint-Niklaas met de eigenaar een overeenkomst om het Casinopark open te stellen voor het publiek, op voorwaarde dat de stad voor toezicht zorgt.
In 2018 werd de kiosk uit 1852 gerenoveerd. Daarna kreeg de rest van het park een grondige heraanleg. Bloemenkunstenaar Daniël Ost en landschapsarchitect Jan Pillen hadden hiervan de leiding. In september 2020 werd het Casinopark terug geopend. Tijdens de coronacrisis is het park tijdelijk gesloten geweest omwille van de sluiting van de horeca.